# Блуждающие огни (славянская мифология)

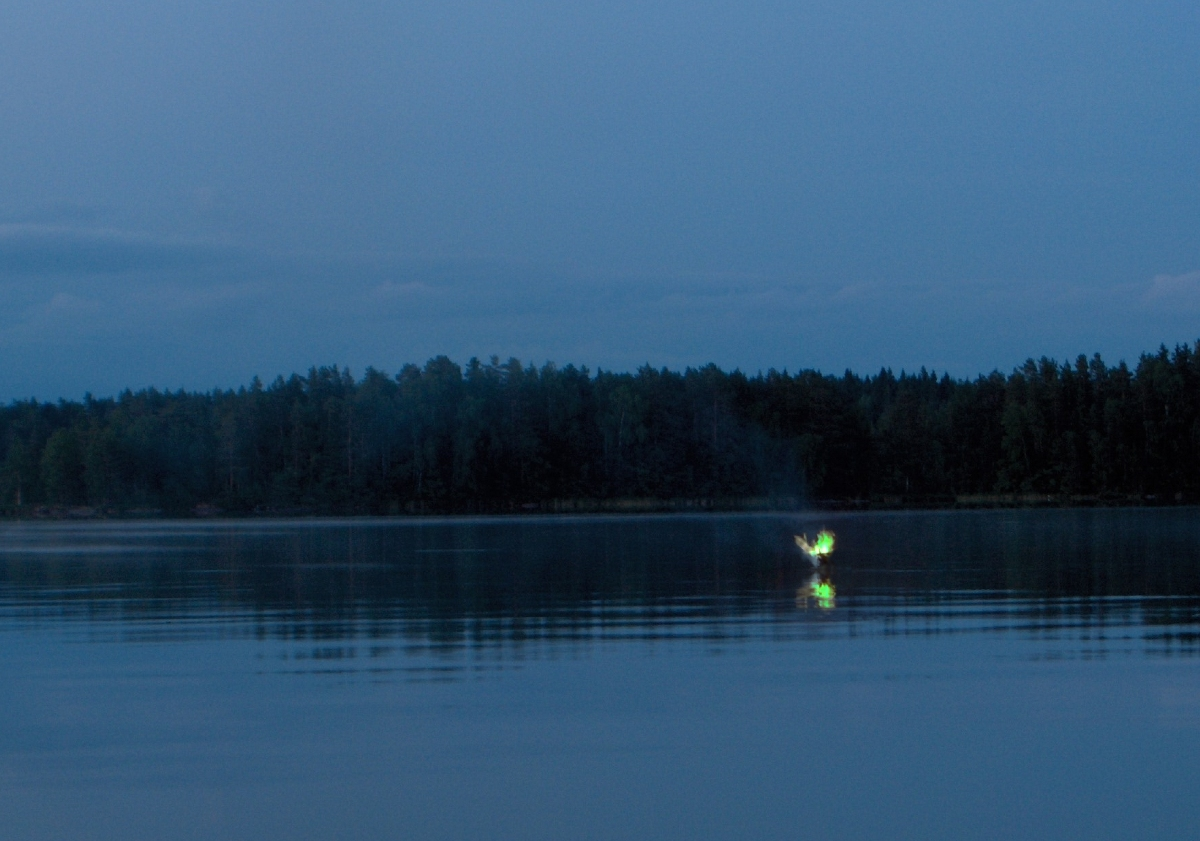
Блуждающий огонь (постановка)

Блуждающие огни (огоньки) в славянской мифологии — существа в виде огоньков, воплощение душ грешников. Представления о них распространены в основном у западных славян, но изредка встречаются и у восточных славян. Названия описывают либо их внешний облик — чеш. světýlka, světlík, světlíčka, světlonoši, мор. ohnivý muž, пол. świetlik, świeczka, świecznik, рус. фонарик; либо указывают на то, что они заставляют людей блуждать — рус. блудячий огонь, чеш. bludički, н.-луж. bludička, пол. błędnik, biedny ognik; либо на время их появления — пол. nocna boginka, nocnicy; и др. К ним близки также у восточных славян огоньки над зарытым кладом, а у поляков — лятавцы (души некрещёных детей). По мнению К. Мошинского, представления о блуждающих огнях заимствованы славянами из Западной Европы.
Вид блуждающих огней могут принимать души некрещёных детей, выкидышей, умерших в статусе невесты девушек, заложных покойников. У поляков было распространено представление, что огоньками становятся души умерших землемеров, производивших нечестный обмер участков, их так и называли — mernik, после смерти они обречены перемерять эти земли. Также встречались представления об огоньках как о чаровнице, едущей на колесе (у поляков), как о чёрте (у южных русских), как о чудовище с огненными волосами (у поляков), как о душах праведных людей, которым разрешено посещать свои могилы (в Подолье, в Полесье, на Русском Севере) и др.
В основном считалось, что огоньки — единственные внешние признаки блуждающих душ, но встречались представления и о том, что их носители имеют видимый облик, а огоньки лишь самые заметные его части: блестящие рубашки, светящиеся головы, свечки в руках, фонари на грудях или в руках, горящие мётлы. Иногда упоминают что было видно только руку, держащую свечу. Форма и цвет огня также описываются различно: синие огоньки, огарки свечки, большие свечи с человеческими лицами и др. Поляки считали, что у более грешных людей души-огоньки темнее. Появляются как поодиночке, так и нечётными группами. Их сопровождают стуки и стоны. Могут летать, прыгать, появляться и исчезать, мерцать.
Появляются они чаще на кладбище, болоте, дорогах, лугах, полях, межах, над водой. По времени: ночью, особенно в полночь, с весны по осень, а также в ночь перед Рождеством, в адвент, в поминальные дни.
Обычно они заставляют человека блуждать, сбивают с дороги, заманивают в труднопроходимые места. Чехи считали, что они могут одурманить и даже задушить человека. Встреча с огоньком, особенно в ночь Святого Сильвестра, могла предвещать скорую смерть. Поляки считали, что о встрече с ними нельзя рассказывать, чтобы не попасть после смерти в ад. При них нельзя смеяться и свистеть, это их обижает.
Защититься от них можно при помощи крестного знамения и приговоров (у поляков), при помощи святой воды (у чехов), бросания им детали своей одежды (в украинских Карпатах). Были распространены представления, что огоньки безвредны, если обращаться с ними вежливо: спросить, что им нужно, помолиться за их души, дать им кусок хлеба. Если их попросить, то они могут указать дорогу, после чего их нужно обязательно поблагодарить.